# 牙一族
牙一族（きばいちぞく）は、日本のお笑いコンビ。

## メンバー
- 兄者（あにじゃ、1976年6月29日（49歳） - 、北海道出身）ツッコミ担当。
  - 頭脳は明晰ではあるが、小学生に匹敵するものであるという。
  - 東京都中野区にある、女性芸人らが勤めるパブレストラン『中野コメディエンヌ』のオーナーである[1]。

- キバジ（1981年11月24日（43歳） - 、北海道出身）ボケ担当。
  - 兄者の「義弟」である。
  - いつでも食料と女とガソリンを求めているという。
  - 長らくモヒカンヘアーにしていたが『ペット大行進! ど〜ぶつくん』のコーナーレギュラーになったのを機に、短髪に髪型を変えた。

## 来歴
- コンビ名・コスチュームは漫画『北斗の拳』に登場する「牙一族」が元ネタ。
- 『お笑いポポロ』2007年2月号には、ワタナベコメディスクール4期生のライブに出演していた彼らの様子が載っている。
- 多くのライブ出演の他、2009年2月7日には横須賀市立武山中学校の平成7年度卒業生の同窓会に特別ゲストとして招かれ単独ライブを行うなど、地域に密着した活動も行っている。
- フリーで活動し続けて来たが、2009年4月からサンミュージックプロダクション所属となったことを発表[2]。以来、「サンミュージックGETライブ」など事務所ライブにも出演。
- 「エンタの神様」では10月25日に初登場して、4ヶ月出演した（最終的に2009年2月以降、しばらく出演していなかった）

## 芸風
- ステップを踏み入れたりしながら行う「野蛮ショートコント」を芸風にしている。
- 観客のことを「文明人ども」と呼ぶ。
- 「俺たち牙～一族!」という2人の台詞から始まる。かつてはキバジの「キ～バジ～だぞ～!」という、おどけたような台詞回しも特徴だった。
- 2010年になってからは、「ざっけんなざっけんな、ふ～ざけるな」というブリッジを入れながら「ふざけるな」と思うことをネタにして披露している。
- 2013年以降は、野蛮人キャラにこだわらず、他のキャラクターに扮して、または素の顔でコントを演じることもある。「○○が恋をするまで30秒」などのネタがある。

## 主な出演
- エンタの天使（日本テレビ） - 2008年5月7日（第4回）、キャッチコピーは「野蛮（やば）めのザコ軍団」
- エンタの神様（日本テレビ） - 2008年10月25日初出演、キャッチコピーは「野蛮な幻獣民」
- 謹賀ラジかるッ2009（日本テレビ）
- 特大ニコジョッキー番組紹介しょ〜かい #60（2013年8月23日、ニコジョッキー）